# El Playón (Colombie)
El Playón est une municipalité située dans le département de Santander en Colombie.